# 하세쿠라 쓰네나가

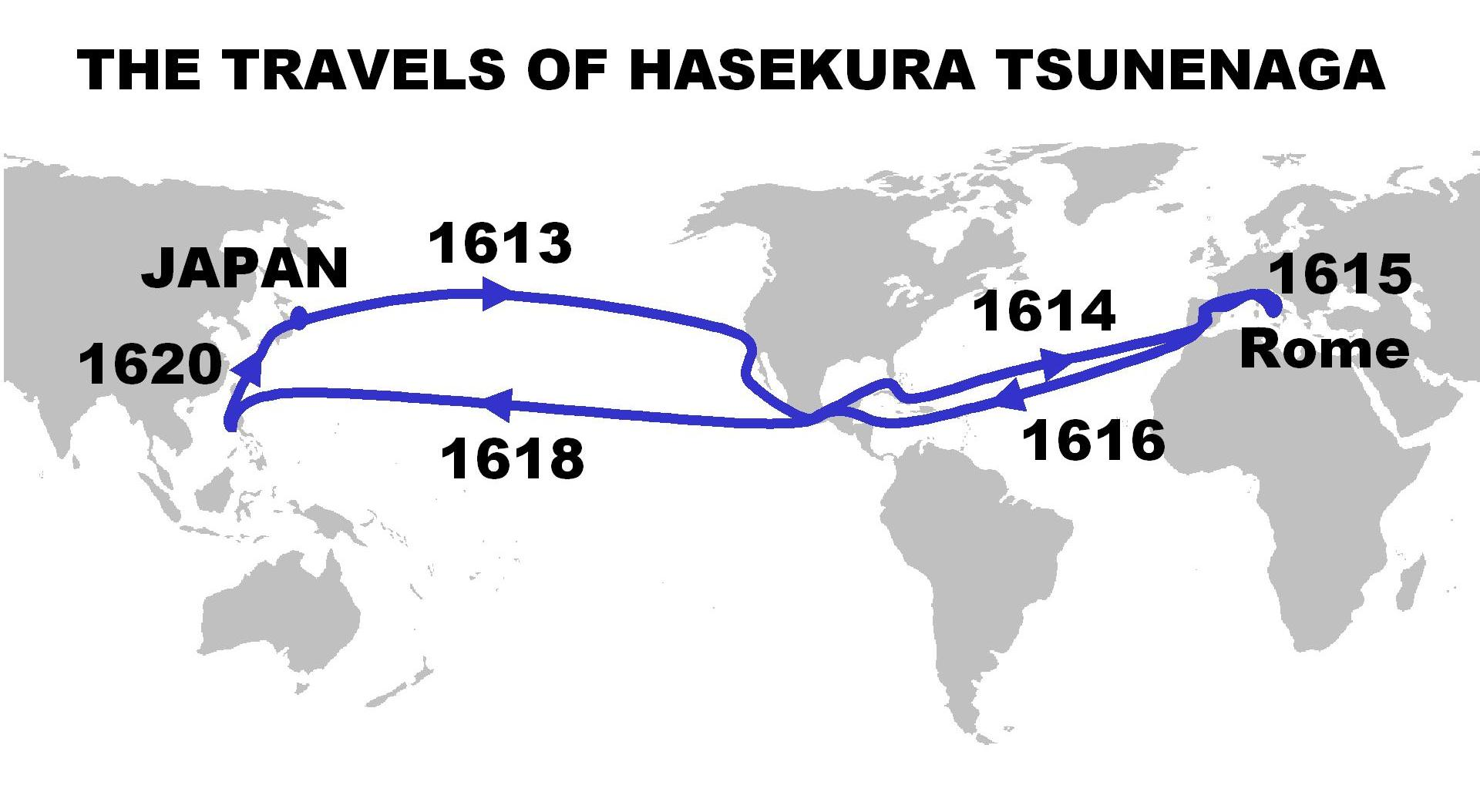
쓰네나가의 세계일주

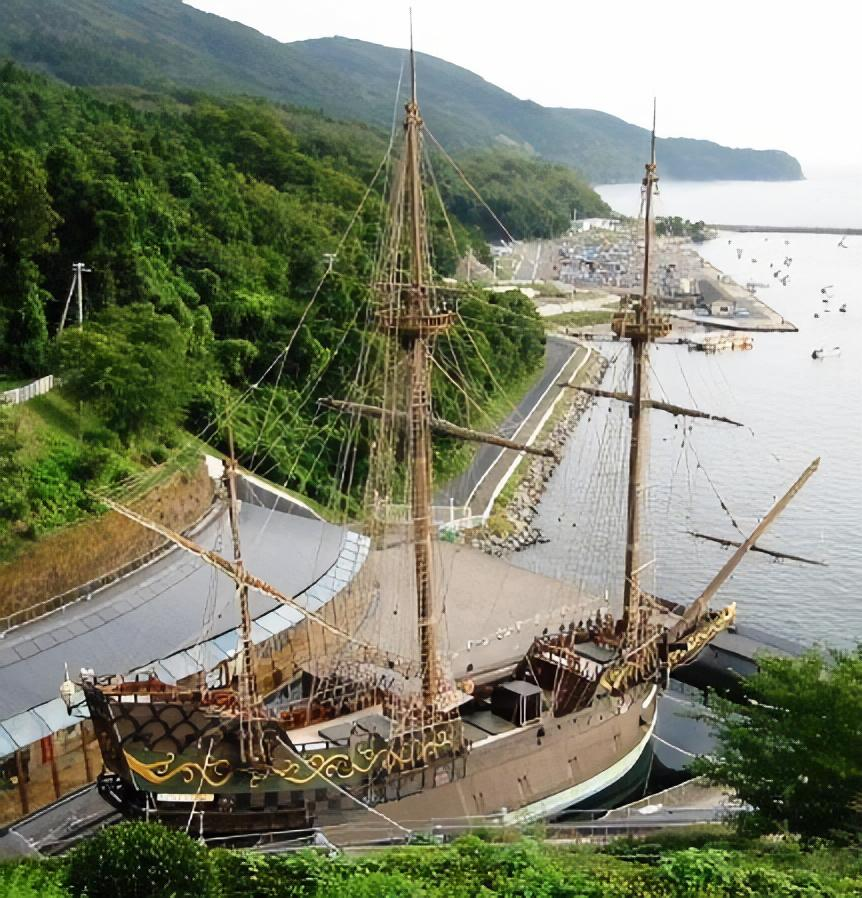
산후안 바우티스타 호

하세쿠라 쓰네나가(일본어: 支倉 常長, 1571년 ~ 1622년)는 에도시대 초기의 무사이자 센다이번(仙台藩)의 다이묘(大名) 다테 마사무네(伊達政宗)의 가신이다. 게이초(慶長) 유럽파견 사절단을 이끌었으며, 로마에서는 귀족의 예우를 받았다. 일본의 정규 사절로써 아메리카 대륙과 유럽 대륙에 첫 발을 디딘 인물이며, 프랑스와 일본 간의 관계에 있어서 처음으로 이름을 올린 인물이기도 하다. 그러나 역설적으로 그의 귀국 이후 일본은 쇄국의 길로 접어들었으며, 일본에서 유럽으로의 정규 사절단 파견은 200여년이 지난 1862년에야 다시 이루어졌다. 어릴 적 이름은 요이치(與市), 로쿠에몬 나가쓰네(六右衛門長經), 세례명은 돈 펠리페 프란시스코(Don Felipe Francisco )이다. 유럽쪽 자료에서는 Faxecura Rocuyemon(하세쿠라 로쿠에몬, 支倉六右衛門)이라는 이름으로 나타난다.

## 생애
야마구치 쓰네나리(山口常成)의 아들로써 하세쿠라 도키마사(支倉時正)의 양자로 입적하였다. 그러나 도키마사에게 친아들이 태어나자 주군 다테 마사무네의 명으로 가문의 봉록 1,200석을 둘로 나눠 600석을 갖게 되었다. 임진왜란에 종군하여 조선으로 건너가 아시가루(足輕), 철포대대장(鉄砲組頭)으로 활약하였다. 또한 오사키(大崎)가사이(葛西)의 반란을 진압한 무장 가운데 한 사람으로서 이름을 남겼다.
1609년 전 필리핀총독 돈 로드리고 일행이 누에바 에스파냐(현재의 멕시코)에서 돌아오던 중 태풍을 만나 가즈사국(上総国) 이와다 촌(岩和田村)의 해안에서 좌초 난파되었다. 지역주민에게 구조된 일행에게 도쿠가와 이에야스가 윌리엄 애덤스가 건조한 갈레온선을 선물하여 이들을 누에바 에스파냐로 송환시켜 주었다. 이 일을 계기로 일본과 에스파냐 사이에 교류가 시작되었다.
그리고 다테 마사무네의 명령을 받아, 하세쿠라 쓰네나가는 에스파냐인인 프란시스코회 선교사 루이스 소테로(Luis Sotelo)를 정사로 자신은 부사가 되어, 유럽 파견 사절 자격으로 통상교섭을 위해 180여명을 이끌고 로마로 향했다. 이시노마키(石卷)에서 건조된 갈레온선 산후안 바우티스타 호로 1613년 10월 28일(음력 9월15일)에 쓰키노우라를 출발하여 누에바 에스파냐의 태평양 연안의 도시 아카풀코로 향했다. 아카풀코에서 육로로 대서양 연안의 베라크루스로 이동하여 베라크루스에서 대서양을 건너 에스파냐를 거쳐 로마에 도착했다.
1615년 1월 30일(음력 1월 2일) 에스파냐 국왕 펠리페 3세를, 같은 해 11월 3일(음력 9월 12일)에는 교황 바오로 5세를 알현하였으나, 통상교섭에는 성공하지 못하고 1620년 9월 20일(음력 8월 24일)에 귀국하였다.
다테 마사무네의 기대 하에 출발한 그였지만 그가 일본을 떠난 직후부터 일본 기독교의 주위여건은 급속히 악화되어 갔다. 하세쿠라가 일본에 돌아오고 나서의 처우에 관해 걱정한 다테 마사무네의 친필 편지가 남아있다. 얼마 후 그가 귀국하였을 때 이미 일본에는 기독교 금교령이 내려져 있었고, 하세쿠라 쓰네나가는 실의 속에서 죽음을 맞이했다. 1640년 아들 쓰네요리(常頼)는 하인이 기독교 신자라는 까닭으로 처형당하고 그의 가문은 단절 당하였다.
1668년 쓰네요리의 아들 쓰네노부(常信)의 대에 이르러서야 사면을 받고 가문의 이름을 다시 일으킬 수 있었다.
하세쿠라 쓰네나가가 갖고 돌아온 "게이초(慶長) 유럽 파견 사절단 관계 자료"는 센다이시 박물관에 소장되어 2001년에 국보로 지정되었다. 이 중에는 쓰네나가의 초상화가 있는데, 일본인을 그린 유화로써는 가장 오래된 것으로 알려져 있다. 자료 속에서 그의 이름 하세쿠라를 faxikura라고 표기한 것을 통해 ハ행(현대 일본어에서는 ha hi fu he ho로 발음)을 입술소리(fa fi fu fe fo)로 발음하였다는 증거가 되었다. 또한 하세쿠라 쓰네나가가 유럽방문중에 쓴 일기가 1812년까지 현존하였으나, 현재는 사라져 찾을 수 없다.

## 코리아 델 리오와 하세쿠라 쓰네나가
하세쿠라의 유럽파견 사절단은 에스파냐 남서부의 도시 세비야 부근의 코리아 델 리오(Coria Del Río)에 오래 머물렀었다. 이 작은 포구에는 하네쿠라 쓰네나가를 기념하는 동상이 세워져있다.
또한, 이 마을에는 하폰(Japón/Xapón=일본)이라는 성을 쓰는 사람이 수백 명이 거주하고 있다. 이는 하네쿠라의 사절단 가운데 일본에 돌아가지 않고 현지에 잔류한 일본인 기독교 신자나 현지인 선원, 그 지원자들의 자손이라 일컬어지고 있다.

## 하세쿠라 쓰네나가가 등장하는 작품
- 엔도 슈사쿠; 김갑수 옮김 (1983). 《侍》 [위대한 몰락] (일본어). 홍성사.
  - 같은 인물; 송태욱 옮김 (2021). 《侍》 [사무라이] (일본어). 뮤진트리.

## 같이 보기
- 센데이 필하모닉 오케스트라
- 하세쿠라 쓰네나가 메모리얼파크